# Canthon quadriguttatus
Canthon quadriguttatus är en skalbaggsart som beskrevs av Olivier 1789. Canthon quadriguttatus ingår i släktet Canthon och familjen bladhorningar. Inga underarter finns listade.